# Nonan
Nonan (toponimo francese) è una frazione del comune svizzero di Corminboeuf, nel Canton Friburgo (distretto della Sarine).

## Storia
Già comune autonomo, nel 1831 è stato accorpato a Corminboeuf.

## Amministrazione
Ogni famiglia originaria del luogo fa parte del comune patriziale che ha la responsabilità della manutenzione di ogni bene comune.